# Gouvernorat de Zaghouan
Le gouvernorat de Zaghouan (arabe : ولاية زغوان), créé en novembre 1976, est l'un des 24 gouvernorats de la Tunisie. Il est situé dans le nord-est du pays et couvre une superficie de 2 820 km2, soit 1,7 % de la superficie du pays. Il abrite en 2024 une population de 201 065 habitants. Son chef-lieu est Zaghouan.

## Géographie
Le gouvernorat, situé à 51 kilomètres de la capitale, est limité par les gouvernorats de Ben Arous et La Manouba au nord, Sousse et Kairouan au sud et Siliana et Béja à l'ouest.
Administrativement, il est découpé en six délégations, huit municipalités et 48 imadas,.
| Délégation                                    | Population en 2024 (habitants) |
| --------------------------------------------- | ------------------------------ |
| Bir Mcherga                                   | 27 283                         |
| El Fahs                                       | 51 214                         |
| Nadhour                                       | 37 130                         |
| Saouaf                                        | 13 776                         |
| Zaghouan                                      | 43 813                         |
| Zriba                                         | 27 849                         |
| Sources : Institut national de la statistique |                                |

La température moyenne y est de 18 °C et la pluviométrie annuelle varie entre 350 et 550 millimètres selon les délégations.

## Politique

### Gouverneurs
Voici la liste des gouverneurs de Zaghouan depuis la création du gouvernorat :
- Ahmed Bennour (1973-1974)
- Mohamed Abbes (1974-1979)
- Chedly Maâmouri (1979-1980)
- Mezri Stambouli (1980-1981)
- Abdelhak Lassoued (1981-1983)
- Mohamed Khebou (1983-1984)
- Moncef Jehinaoui (1984-1986)
- Mohamed Soudani (1986-1988)
- Dhaou Maïz (1988-1992)
- Kamel Cherigui (1992-1994)
- Abdellatif El Ghaoui (1994-1996)
- Hassen Alaya (1996-1998)
- Fayez Ayed (1998-2002)
- Mohamed Negra (2002-2004)
- Saloua Mohsni (2004-2008)
- Kamel Labbassi (2008-2010)
- Lotfi Chouba (31 décembre 2010-2 février 2011)
- Fethi Bedira (2 février 2011-24 mars 2012)
- Abdelmonem Sahbani (24 mars-14 avril 2012)
- Abderrazak Ben El Hadef (14 avril-27 août 2012)
- Nabil Houiji (27 août 2012[4]-24 août 2013)
- Hamadi Jerbi (24 août 2013[5]-28 février 2014)
- Hichem Akrimi (28 février 2014[6]-9 avril 2015)
- Mehdi Zaoui (9 avril 2015[7]-19 janvier 2016)
- Anis Dhifallah (19 janvier 2016[8]-29 octobre 2017)
- Ali Marmouri (29 octobre 2017[9]-13 février 2019)
- Salah Mtiraoui (13 février 2019[10]-5 août 2021)
- Mohamed El Euch (6 juin 2022[11]-8 septembre 2024)
- Karim Beranji (depuis le 8 septembre 2024[12])

### Maires
Voici la liste des maires des sept municipalités du gouvernorat de Zaghouan dont les conseils municipaux ont été élus le 6 mai 2018 et présidés par les maires suivants :
- Bir Mcherga : Houcine Hammami[13]
- Djebel Oust : ?
- El Fahs : Mohamed Aziz Othmeni[réf. nécessaire]
- Nadhour : Salem Dziri[14]
- Saouaf : Ali Belhaj Slama[15]
- Zaghouan : Tarek Zoughari[16]
- Zriba : Ibrahim Ben Amor[17]

## Économie

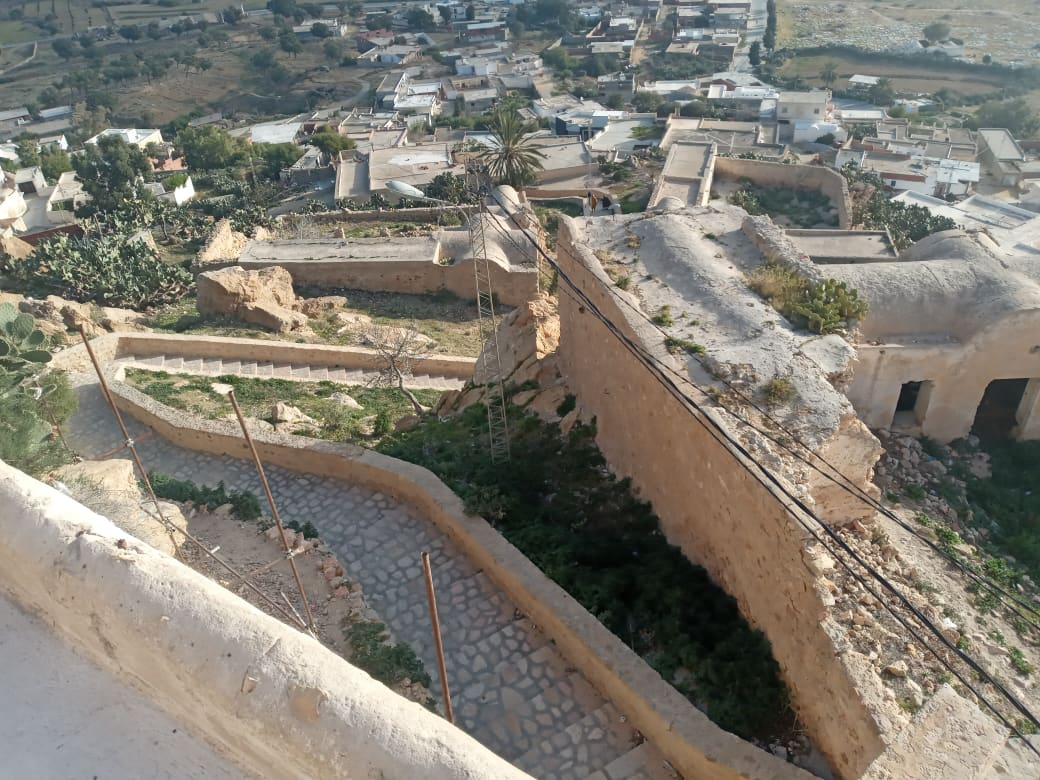
Zone rurale près de Zaghouan.

Traditionnellement, le gouvernorat est agricole mais connaît depuis peu un mouvement d'industrialisation. La population active est concentrée essentiellement dans le secteur agricole (33,3 %), les services (17,9 %) et l'industrie manufacturière (16 %). Il existe 150 entreprises industrielles et 63 entreprises étrangères dont 43 unités totalement exportatrices.
Ces entreprises opèrent essentiellement dans les secteurs de l'industrie, du tourisme, de l'agriculture, et des services. Les principaux produits agricoles régionaux sont :
- Céréale : 5,42 % de la production nationale ;
- Viande rouge : 3,2 % de la production nationale ;
- Viande blanche : 3 % de la production nationale ;
- Lait : 2,4 % de la production nationale ;
- Huile d'olive : 2,5 % de la production nationale ;
- Fruit : 0,63 % de la production nationale.

Les principaux produits exportés sont le textile, les produits mécaniques, électriques et électroniques, l'huile d'olive, le ciment et les articles en bois.

## Sport
Les principales associations sportives du gouvernorat sont les suivantes :
- Association Nesrine féminine de Zaghouan : nationale B en handball féminin
- Espoir sportif Zriba Village : division régionale de football (Sousse-Centre-Est)
- El-Baâth Sport de Bir Mcherga : division régionale de football (Tunis-Cap Bon)
- Étoile sportive du Fahs : Ligue III
- Stade zaghouanais : division régionale de football (Tunis-Cap Bon) et division d'honneur Tunis-Cap Bon de handball
- Union sportive de Zriba : division régionale de football (Sousse-Centre-Est)